# 118. вечити дерби у фудбалу
118. вечити дерби у фудбалу је фудбалска утакмица одиграна у Београду 21. априла 2002. године, између Црвене звезде и Партизана. Утакмица се завршила резултатом 3 : 0 (1 : 0) за Црвену звезду.